# Ensch

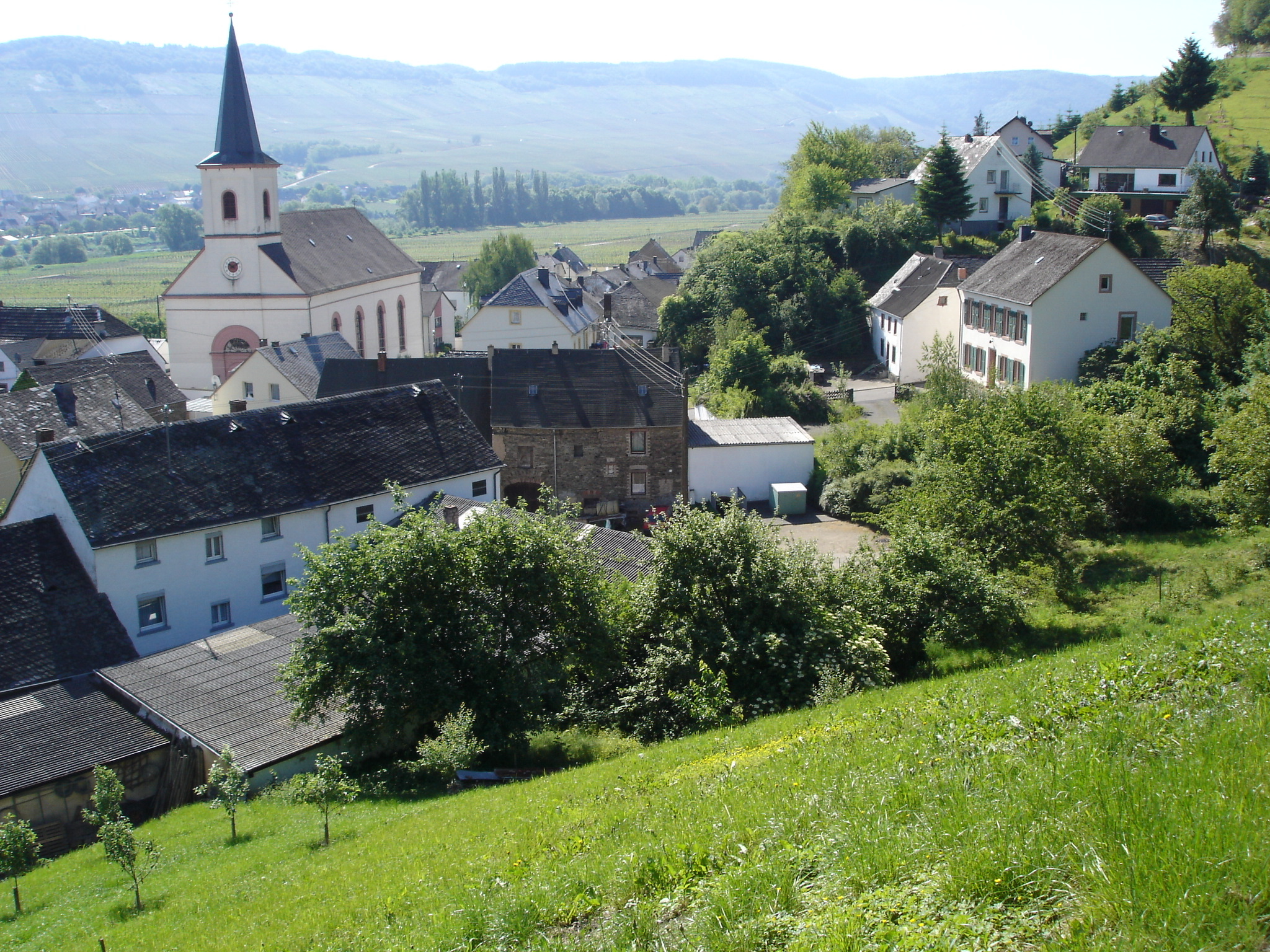
Dorfzentrum

Ensch an der Mosel ist eine Ortsgemeinde im Landkreis Trier-Saarburg in Rheinland-Pfalz. Sie gehört der Verbandsgemeinde Schweich an der Römischen Weinstraße an.

## Geographie
Ensch liegt etwa fünfzehn Kilometer östlich von Schweich an der Mosel und ist erreichbar auf dem Wasserweg, über die Bundesstraße 53 und den vier Kilometer entfernten Flugplatz Trier-Föhren.
Zu Ensch gehört auch der Wohnplatz Kahlbachmühle.

## Geschichte
Die erste urkundliche Erwähnung des Ortes stammt aus dem Jahre 893. Der ursprüngliche Name Ancun entwickelte sich im Laufe der Jahre immer wieder weiter:
- 1033 Enciche
- 1098 Einsce
- 1127 Ensce
- 1240/41 Ensche
- danach Entsch/Ensch.

Bei Ausgrabungsarbeiten wurden Reste einer ausgedehnten römischen Villa mit Badeanlage gefunden.
Schon der Trierer Erzbischof Boemund II. schätzte den Wein aus Ensch derart, dass er im Jahr 1366 gegen eine jährliche Lieferung von zehn Fudern Enscher Wein auf andere Rechte verzichtete.
Bis zur französischen Revolution gab es zwei Grundherrschaften, die kurtrierische und die von St. Paulin. In der kurtrierischen Zeit gehörte Ensch zum Amt Pfalzel in der Pflege Leiwen. Während der französischen Besatzungszeit wurde die Verwaltung neu organisiert und Ensch gehörte fortan zur Bürgermeisterei Mehring im Kanton Schweich, dem Arrondissement Trier im Département de la Sarre.
Die Geschichte der Gemeinde Ensch wurde im Jahre 1991 durch die Historikerin Barbara Weiter-Matysiak aufgearbeitet und in einer Chronik niedergeschrieben, die im gleichen Jahr vom Heimatverein Ensch als Buch herausgegeben wurde.

### Bevölkerungsentwicklung
Die Entwicklung der Einwohnerzahl von Ensch, die Werte von 1871 bis 1987 beruhen auf Volkszählungen:
| Ensch: Einwohnerzahlen von 1815 bis 2024 | Ensch: Einwohnerzahlen von 1815 bis 2024 | Ensch: Einwohnerzahlen von 1815 bis 2024 | Ensch: Einwohnerzahlen von 1815 bis 2024 | Ensch: Einwohnerzahlen von 1815 bis 2024 |
| ---------------------------------------- | ---------------------------------------- | ---------------------------------------- | ---------------------------------------- | ---------------------------------------- |
| Jahr                                     |                                          |                                          |                                          | Einwohner                                |
| 1815                                     | 1815                                     |                                          | 455                                      | 455                                      |
| 1835                                     | 1835                                     |                                          | 506                                      | 506                                      |
| 1871                                     | 1871                                     |                                          | 576                                      | 576                                      |
| 1905                                     | 1905                                     |                                          | 511                                      | 511                                      |
| 1939                                     | 1939                                     |                                          | 518                                      | 518                                      |
| 1950                                     | 1950                                     |                                          | 532                                      | 532                                      |
| 1961                                     | 1961                                     |                                          | 517                                      | 517                                      |
| 1970                                     | 1970                                     |                                          | 506                                      | 506                                      |
| 1987                                     | 1987                                     |                                          | 478                                      | 478                                      |
| 1997                                     | 1997                                     |                                          | 459                                      | 459                                      |
| 2005                                     | 2005                                     |                                          | 483                                      | 483                                      |
| 2011                                     | 2011                                     |                                          | 465                                      | 465                                      |
| 2017                                     | 2017                                     |                                          | 470                                      | 470                                      |
| 2024                                     | 2024                                     |                                          | 459                                      | 459                                      |
|                                          |                                          |                                          |                                          |                                          |

## Politik

### Gemeinderat
Der Gemeinderat in Ensch besteht aus acht Ratsmitgliedern, die bei der Kommunalwahl am 9. Juni 2024 in einer Mehrheitswahl gewählt wurden, und dem ehrenamtlichen Ortsbürgermeister als Vorsitzendem.

### Ortsbürgermeister
Matthias Otto wurde am 17. Juli 2014 Ortsbürgermeister von Ensch. Bei der Direktwahl am 26. Mai 2019 wurde er mit einem Stimmenanteil von 85,38 % wiedergewählt. Da für die Direktwahl am 9. Juni 2024 kein Wahlvorschlag eingereicht wurde, oblag die Neuwahl des Bürgermeisters gemäß rheinland-pfälzischer Gemeindeordnung dem Rat. Dieser bestätigte auf seiner konstituierenden Sitzung am 8. Juli 2024 einstimmig den bisherigen Ortsbürgermeister Matthias Otto für weitere fünf Jahre in seinem Amt.
Ottos Vorgänger Lothar Schätter hatte 2014 nicht erneut als Ortsbürgermeister kandidiert.

### Wappen
Blasonierung: Das Wappen ist geteilt und in der oberen Hälfte gespalten. Oben rechts in Silber ein rotes Balkenkreuz, belegt mit einem schwarzen Fadenkreuz. Oben links in blau ein senkrecht stehendes silbernes Schwert, das einen roten Mantel teilt. Unten in Gold ein grüner Rebstock mit zwei Blättern und zwei Trauben.

## Örtliche Einrichtungen
Die Ortsgemeinde Ensch bietet dem Interessierten die Möglichkeit zum Besuch des Dorfmuseums, eines Vogelschutz-Lehrpfades und eines Wein- und Waldlehrpfades sowie die Nutzung des natürlichen Sauerbrunnens.
Zwischen Ensch und Bekond findet sich ein Golfplatz des Golf-Club-Trier. Er wurde 1981 als 9-Loch-Golfplatz gebaut und 1997 auf 18 Löcher erweitert. Das Clubhaus wurde 1985 eingeweiht.

## Sehenswürdigkeiten
Siehe auch: Liste der Kulturdenkmäler in Ensch

### St. Martin
Die klassizistische Ausstattung der 1838/39 erbauten Kirche St. Martin aus der Erbauungszeit ist erhalten, ebenso wie Glasbildfenster von 1907.

### Wegekreuze

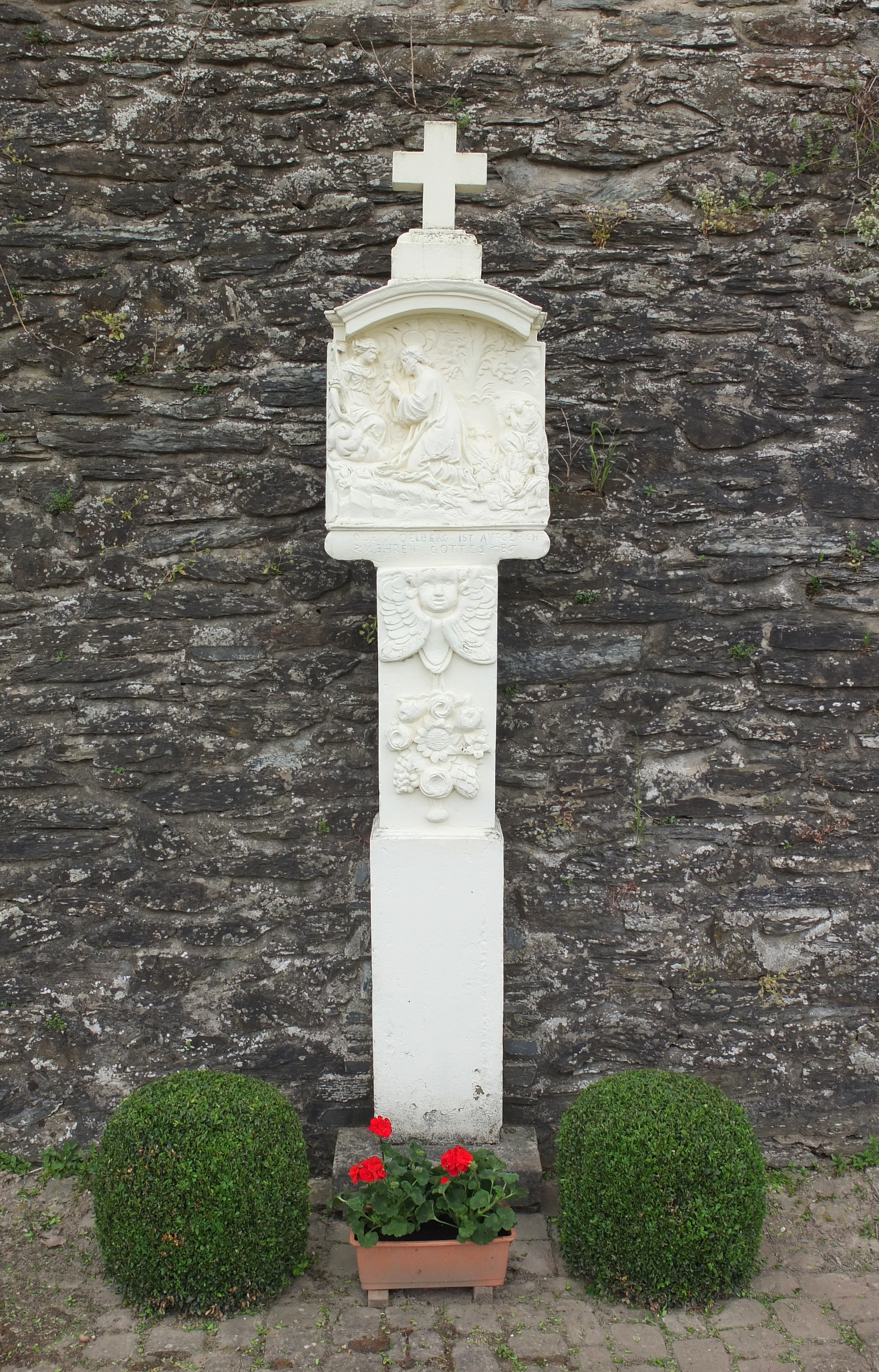
Bildstock (1686) mit „Ölbergszene“

Schon in vorchristlicher Zeit wurden an Wegkreuzungen und Gemarkungsgrenzen Steine aufgerichtet, häufig mit Zeichen und Schriften versehen, von denen man sich die Abwehr böser Geister versprach. Seit der Verbreitung des Christentums wurden sie durch Kreuze ersetzt, die nun nicht mehr dort, wo Menschen sich begegneten, d. h. an Wegen und Grenzen, sondern auch aus ganz bestimmten Anlässen errichtet wurden. Stätten des Unglücks, eines Verbrechens, auch Hinrichtungen sowie frühere Standorte abgerissener oder verfallener Kapellen und Kirchen wurden damit markiert. Heute noch erhalten sind die Bildstöcke
- „Ölbergszene“
- „Christus an der Säule“
- „Christus auf der Säule sitzend“ und
- "Veronika mit dem Schweißtuch"

### Martinskreuz
Auf einem steilen Pfad, der von der alten Martinskirche zum Martinskreuz führte, standen seit 1851 in Abständen von ca. 20 m, „8 Seligkeiten zum Martinsberg“. 1970/71 wurde ein Serpentinenweg angelegt, da der alte Weg zu steil und die Stationen zerfallen waren. Der Weg beginnt am obersten der drei Weinbergswege zum Kirchberg. An diesem Weg wurden die Stationen neu errichtet. Die Steine stammen vom örtlichen Friedhof und sind von Bürgern für den Stationsweg zur Verfügung gestellt worden. Die Kreuze sind aus weißem Sandstein, bestehend aus einem Sockel, darauf ein Fuß mit einer Inschrift, darüber befindet sich ein aus massivem Stein gehauenes Kreuz mit einem Christuscorpus.
Als letzte Station der 8 Seligkeiten wurde das 4 m hohe „Kreuz auf dem Martinsberg“ aus rotem Sandstein errichtet.
Folgt man diesem Kreuzweg, bietet sich ein traumhafter Ausblick über Ensch und das Moseltal.

### Sauerbrunnen
In Ensch wird ein alter Volksbrauch gepflegt: Jedes Jahr in der Nacht von Pfingstsonntag auf Pfingstmontag versammelt sich die männliche Dorfjugend und zieht zum etwa zwei Kilometer entfernten Sauerbrunnen im Kautenbachtal. Rund um den Brunnen werden die Bäume mit Lichtern behängt und danach wird der Brunnen und seine Umgebung gereinigt. In der Zwischenzeit stärken sich die Burschen mit Wein. Am nächsten Morgen kehren die jungen Männer ins Dorf zurück und „heischen“ in allen Häusern der Gemeinde Eier, die dann gebacken und gemeinsam verzehrt werden. Da diese Arbeit der ganzen Gemeinschaft dient, besteht dieser Anspruch auf Belohnung; daraus erklärt sich das „Heischerecht“ der männlichen Dorfjugend in Ensch. Der Brauch ist so alt, dass auch die ältesten Enscher nicht mehr wissen, woher er stammt. Vor dem Ersten Weltkrieg war es üblich, dass die zum Militär Gezogenen den Sauerbrunnen reinigten und die Eier wurden damals nur in Häusern gesammelt, in denen junge, unverheiratete Mädchen lebten.
In Zeiten ohne künstliche Wasserzuleitung war die Quelle die Voraussetzung für menschliche Ansiedlung. Der Wert einer Quelle steigert sich, wenn sie ein Heil- oder Sauerbrunnen ist.

### Pauliner Hofgut
Der größte Grundherr in Ensch war das Stift St. Paulin in Trier, das  auch die Zehntherrschaft besaß. Einen Teil des Grundbesitzes bewirtschaftete ein Meier, der sein Amt mit dem dazugehörigen Hofgut in Erbpacht innehatte. Das übrige Land war zur Pacht oder gegen Zins an die örtlichen Bauern ausgegeben, welche die daraus zu leistenden Abgaben jährlich dem Meierhof ablieferten.
Der Ursprung dieses Grundbesitzes in Ensch ist umstritten. In einer Fälschung des 13. Jahrhunderts wird behauptet, Erzbischof Egbert habe dem Stift im Jahre 981 den Hof in Ensch geschenkt. F. J. Heyen vermutet vielmehr, dass das Stift St. Paulin mit dem St. Symphoriankloster um das Jahr 1000 auch dessen Besitz in Ensch an sich zog. Diese Vermutung wird gestützt durch die Tatsache, dass für das St. Symphoriankloster 863 in Klüsserath Besitz belegt ist und auch die Enscher Grundherrschaft des Stiftes St. Paulin Besitz in Klüsserath einschloss. Hinzu kommt eine Abrechnung des St. Pauliner Kellners von 1275/76, die eine Lieferung aus Ensch am St. Symphorianstag bezeugt. Das Wohngebäude sowie die ehemalige Zehntscheune aus dem 17. Jahrhundert des ehemaligen St. Pauliner Hofgutes befindet sich in der Kirchstraße 5. Das Haus in der Kirchstraße 3 steht auf dem Areal des ehemaligen Kelterhauses des Hofgutes von St. Paulin; es wurde in den 1870er-Jahren auf dem alten Grundriss neu erbaut.

### Brunnen
Der Dorfbrunnen wurde im Jahre 1972 vom Bildhauer Engel aus Trier im Auftrag der Gemeinde erstellt. Die Säule, aus der dieser Brunnen gefertigt wurde, war ein Torpfeiler des ehemaligen Spritzenhauses. Die Putten auf der Säule wurden vom damaligen Pfarrer Dörr gestiftet. In den ersten Jahren nach Fertigstellung des Brunnens wurde auf dem Vorplatz das Brunnenfest gefeiert. Auch heute noch bildet dieser Brunnen das Zentrum der Gemeinde.

### Haus Martinstraße 21
Das Haus in der Martinstraße 21 befindet sich gegenüber dem Dorfmuseum des Heimatvereines. Es handelt sich um ein kleines Winzerhaus, das unter Denkmalschutz gestellt wurde. Die Ortsgemeinde hat das Haus im Jahre 2005 käuflich erworben.

### Kriegerehrenmal
Das Kriegerehrenmal wurde als Andenken und Mahnmal für die Gefallenen und Vermissten des Ersten Weltkrieges auf dem Kirchplatz errichtet. Nach dem Zweiten Weltkrieg wurde es um zwei Gedenktafeln mit den Gefallenen und Vermissten dieses Krieges erweitert.

## Weinlagen
- Enscher Mühlenberg